# 矢吹町文化センター

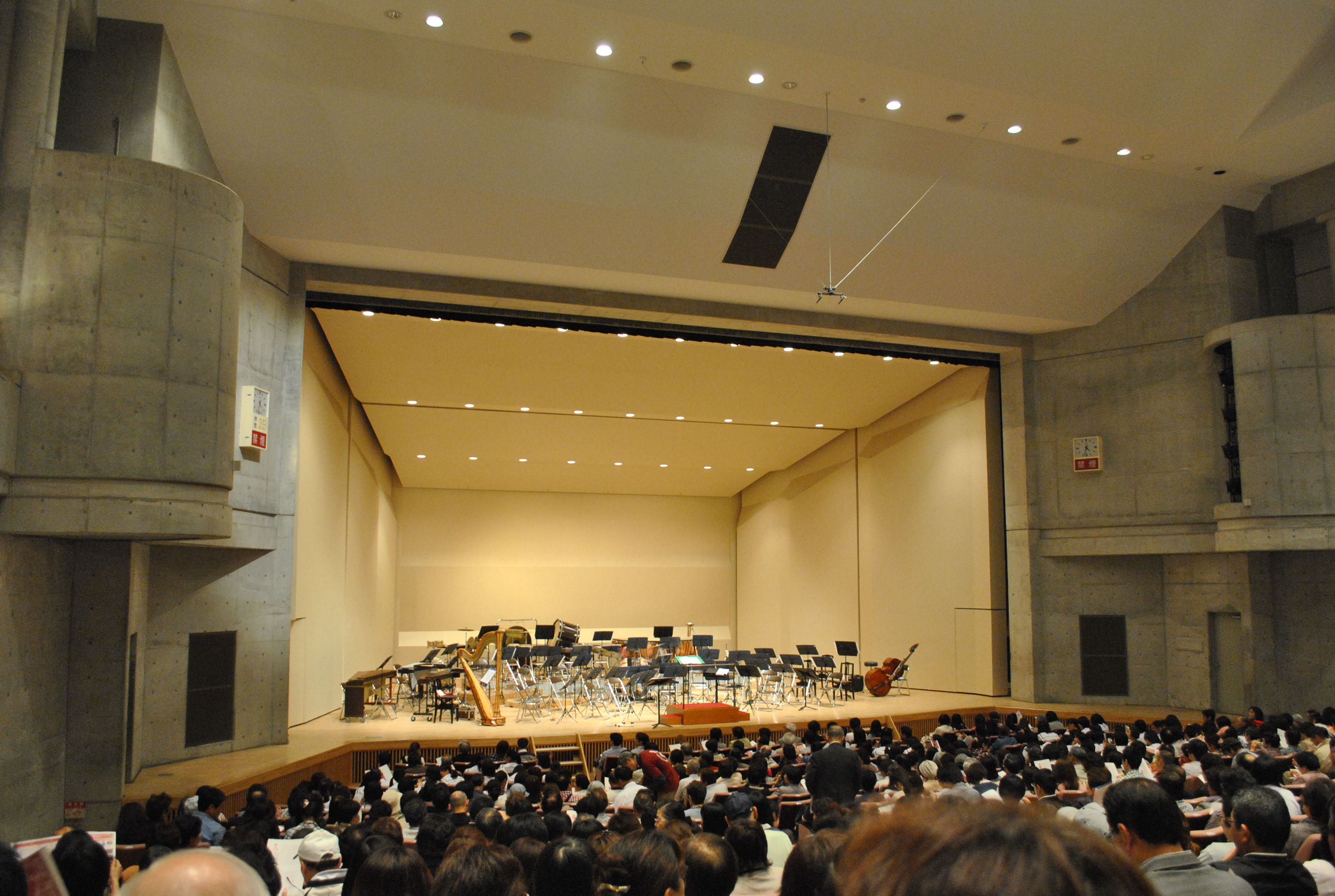
大ホール

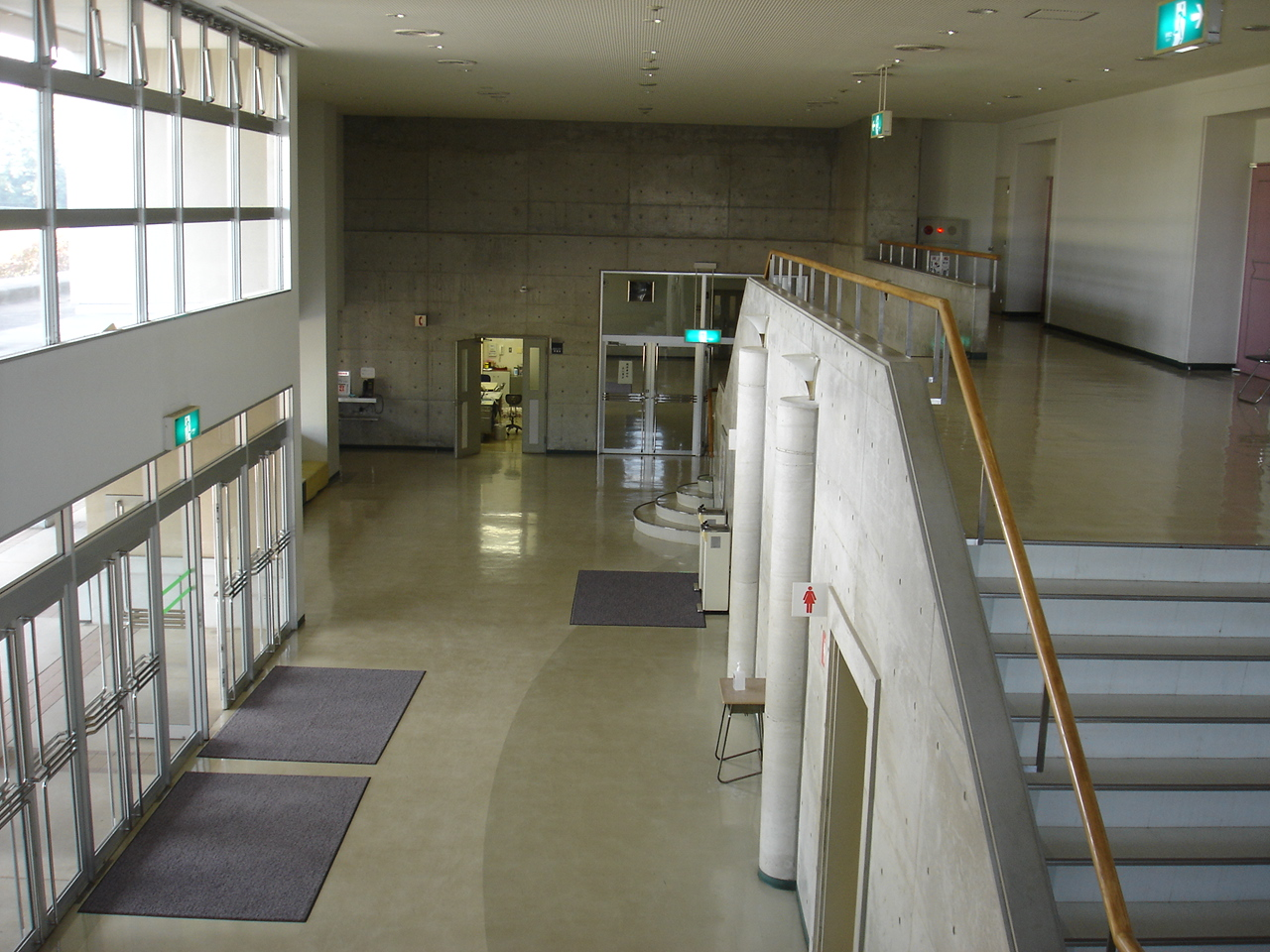
ホワイエ

矢吹町文化センター（やぶきまちぶんかセンター）は、福島県西白河郡矢吹町の矢吹町役場に隣接した多目的ホールである。

## 概要
1993年4月1日開館。老朽化した中央公民館に代わり、各種イベントに利用されている。開館時、それまで役場内にあった教育委員会も入居したが、現在は役場庁舎内に移転している
2008年4月1日から、指定管理者制度により、地域おこし夢クラブが管理運営を行っている。

## 施設・客席数
- 大ホール 802席（1階層）[1]
- 小ホール 150席（移動席）[1]

NHK音響技術研究所監修による音楽ホールとして設計されている。
大ホールには、日本画家・大山忠作により描かれた「旭陽の松」の緞帳が掲げられている。西陣織による豪華なもので、同町出身の実業家・小針暦二の寄付により制作された。

## 沿革
- 1992年1月22日 - 地鎮祭。
- 1993年4月1日 - 開館。
- 1993年5月25日 - 同町・あゆり温泉 と共に総合落成式開催。記念講演として登山家・田部井淳子が招待される。
- 2011年
  - 3月11日 - 東日本大震災の発生に伴い、天井パネルが数箇所落下する。
  - 3月16日〜4月18日 - 矢吹中学校の仮設職員室が館内小ホールに設けられる。

## 過去の公演
自主事業に積極的に取り組んでおり、過去、著名な団体による公演が度々開催されている。

### 当館で公演を行った著名な団体
- N響メンバーによる弦楽合奏団（1993年、2008年、2011年、2015年）
- 東京佼成ウインドオーケストラ（1998年、2012年）
- ウィーン少年合唱団（2002年）
- ウィーン室内管弦楽団（2003年）
- 仙台フィルハーモニー管弦楽団（2010年）
- 東京シティ・フィルハーモニック管弦楽団（2013年、2014年）
- 山形交響楽団（2017年、2018年）

### 著名な公演
- NHKラジオ第1放送「ひるの散歩道」公開録音（1993年）
- 矢吹ヶ原に第九を響かせるコンサート（1999年。河地良智指揮、三鷹市管弦楽団の演奏。町が募集したコーラスに100名以上が参加した。）
- NHKラジオ第1放送「上方演芸会」公開録音（2014年）
- NHKラジオ第1放送「ラジオ深夜便」公開録音（2017年）
- NHK-FM放送「民謡をたずねて」公開録音（2019年）
- NHK全国学校音楽コンクール福島県大会（福島県下小・中学校音楽祭）

## アクセス

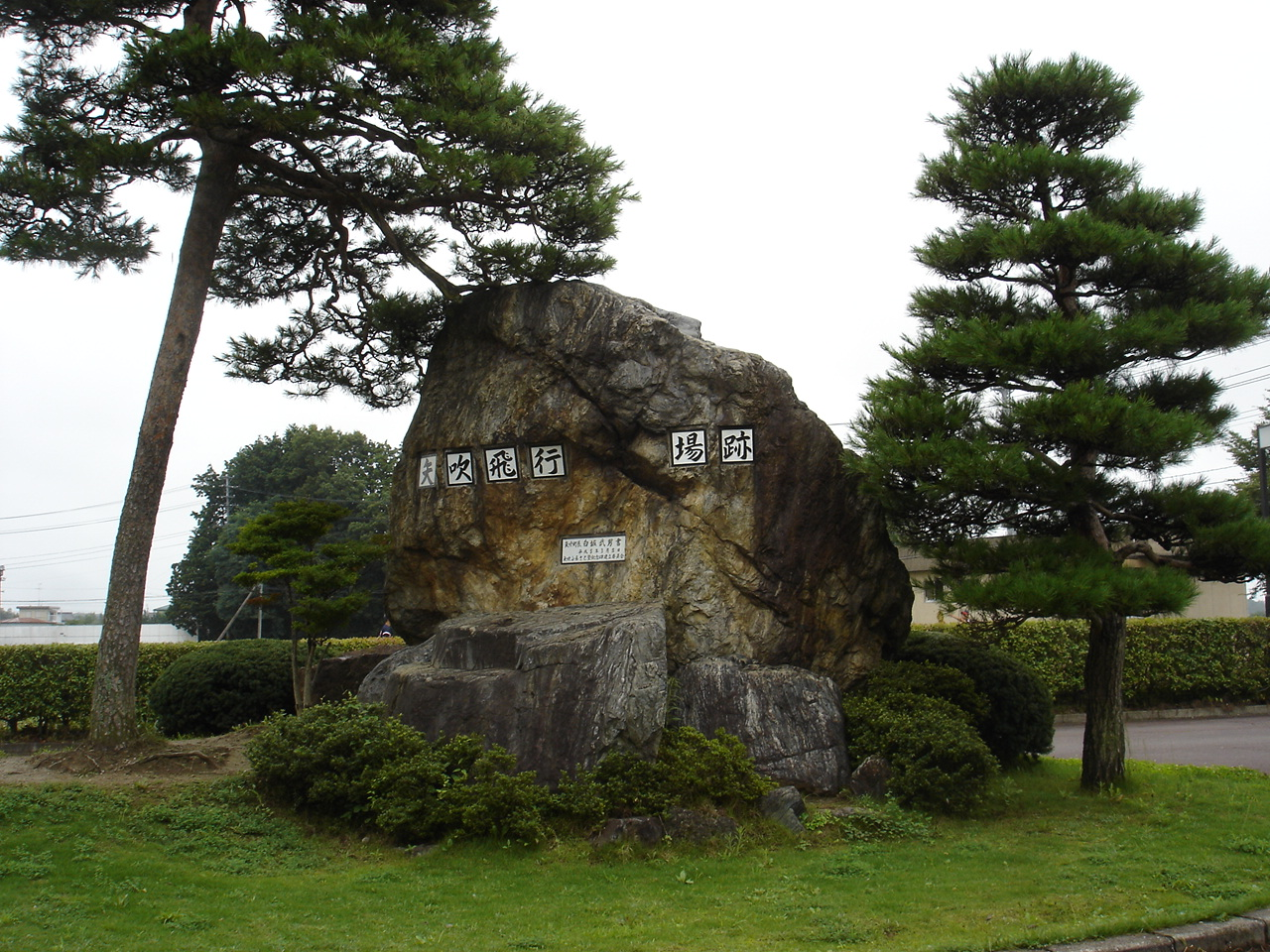
矢吹ヶ原陸軍飛行場石碑

- JR東北本線矢吹駅より約1.6 km。
- 東北自動車道・あぶくま高原道路矢吹インターチェンジより約4.8 km。
- あぶくま高原道路矢吹中央インターチェンジより約1.8 km。

※敷地内には、無料の専用駐車場が400台分確保されており、車での来場も可能。

## その他
- 戦時中、この地に熊谷陸軍飛行学校矢吹分校が設けられ、その跡地に建設された。敷地内にその石碑が設けられている。
- 開館時、館内には町民オーケストラの発足を期待し「矢吹町民管弦楽団 第1回定期演奏会」の看板が掲げられた。しかし、町内でこれを自主的に行う団体が現れなかったため、2000年以降、町の事業として行われている。看板の記載によると、開館から10年後の、2003年11月3日に第1回定期演奏会が開催される予定であったが、2020年11月現在も実現していない。尚、看板は2003年頃に撤去された。